# Zhenglong
Zhenglong (kinesiska: 正龙乡, 正龙) är en socken i Kina. Den ligger i den autonoma regionen Guangxi, i den södra delen av landet, omkring 150 kilometer nordost om regionhuvudstaden Nanning. Antalet invånare är 18724. Befolkningen består av 8 842 kvinnor och 9 882 män. Barn under 15 år utgör 26,0 %, vuxna 15-64 år 64 %, och äldre över 65 år 9,0 %.
Genomsnittlig årsnederbörd är 1 993 millimeter. Den regnigaste månaden är juni, med i genomsnitt 358 mm nederbörd, och den torraste är oktober, med 45 mm nederbörd.